# Sergej Basjkin
Sergej Grigorevitsj Basjkin (Russisch: Сергей Григорьевич Башкин) (Moskou, 23 september 1923 - Moskou, 22 maart 2004) was een basketbalcoach die uitkwam voor het Nationale team van de Sovjet-Unie. Hij kreeg de onderscheiding Geëerde Coach van de Sovjet-Unie in 1964.

## Carrière
Basjkin speelde zijn gehele carrière van 1949 tot 1956 voor Stroitel Moskou. Hij begon zijn trainerscarrière bij verschillende jeugd teams in Moskou in 1961. In 1971 werd hij assistent coach onder hoofdcoach Vladimir Kondrasjin bij het Nationale mannen team van de Sovjet-Unie. Basjkin won met het team hun eerste gouden medaille op de Olympische Spelen in 1972 door in de laatste seconde de Verenigde Staten met 51-50 te verslaan. Ook won hij met de Sovjet-Unie goud op de Wereldkampioenschappen in 1974. In 1976 won hij brons op de Olympische Spelen. In 1971 won hij goud op de Europese kampioenschappen en zilver in 1975 en brons in 1973. Van 1970 tot 1974 was hij lid van de FIBA-organisatiecommissie.